# کلیسای آل سنت، ساتون کورتن‌نی
کلیسای آل سنت، ساتون کورتن‌نی (انگلیسی: All Saints' Church, Sutton Courtenay) در قرن ۱۲ در ساتون کورتن‌نی شهرستان آکسفوردشر ساخته شده‌است. این کلیسا با معماری گوتیک انگلیسی در قرن ۱۶ بازسازی شده‌است.